# Christophe de Saint Chamas
Pour les articles homonymes, voir Saint Chamas.
Christophe de Saint Chamas (Christophe kabis de Saint Chamas dit) né le 5 janvier 1959 à Paris, est un militaire français. Général de corps d'armée, il est gouverneur des Invalides depuis le 1er août 2017, après avoir été commandant de la Légion étrangère de 2011 à 2014.

## Biographie

### Origine et formation
Christophe Kabis de Saint Chamas est issu d'une famille de la petite bourgeoisie française, issue de Charles Kabis, dit de Saint-Chamas, avocat, né au Caire en 1859, fils de l'avocat égyptien Marc Kabis et d'Aglaé Chamas. 
À l'âge de 19 ans, en 1978, Christophe de Saint Chamas est admis à l’École spéciale militaire de Saint-Cyr, il appartient à la promotion « Général Rollet ». À la fin de sa scolarité, il choisit de servir dans la cavalerie.

### Carrière militaire
Il sert comme lieutenant au 12e régiment de chasseurs, au 1er régiment étranger de cavalerie comme capitaine adjoint, avant de commander un escadron au 1er régiment de dragons stationné à Lure. Il retrouve le 1er REC bien plus tard comme chef du bureau opérations, puis comme chef de corps.
Il participe à l'opération Épervier au Tchad en 1995, en 1997 à l'opération Pélican au Congo (Brazzaville) et à l'opération Licorne en Côte d'Ivoire en 2003.
Promu général de brigade le 1er août 2009. Il sert pendant plus d'un an au sein de l'état major de la FIAS en Afghanistan avant de commander la Légion étrangère de 2011 à 2014.
Il est promu général de division le 1er avril 2013, puis général de corps d'armée et officier général de zone de défense et de sécurité Ouest et commandant de la région terre Nord-Ouest le 1er août 2014.
Il est nommé gouverneur des Invalides à compter du 1er août 2017.
Le 24 mars 2022, il est nommé président de « La Flamme sous l'arc de Triomphe », association ayant la charge de procéder quotidiennement au ravivage de la flamme sur la tombe du Soldat inconnu sous l'arc de triomphe de l'Étoile.

## Décorations
|  |  |  |
|  |  |  |
|  |  |  |
|  |  |  |
|  |  |  |
|  |  |  |
|  |  |  |

### Françaises
- Commandeur de la Légion d'honneur[8]
- Grand officier de l'ordre national du Mérite[9]
- Croix de guerre des Théâtres d'opérations extérieurs
- Croix de la Valeur militaire [10]
- Croix du combattant[10]
- Médaille d'Outre-Mer[10]
- Médaille de la Défense nationale, échelon or (avec citation) [10]
- Médaille de la Défense nationale, échelon or[10]
- Médaille de reconnaissance de la Nation[10]
- Médaille commémorative française[10]
- Médaille de la protection militaire du territoire[10]

### Étrangères
- Médaille de service en ex-Yougoslavie[10]
- Médaille de l'OTAN non article 5[10]
- Officier l'ordre national de Côte d'Ivoire[10]
- Médaille de la libération du Koweït (en) (Arabie saoudite)[10]
- Médaille de la libération du Koweït (en) (Koweït)[10]
- Meritorious service medal (États-Unis)[10]
- Commandeur de l'ordre pro Merito Melitensi de l'ordre souverain de Malte[10]

### Brevets
- Brevet de parachutiste militaire